# هاميلتون أولمبيك
هاميلتون أولمبيك الاسم الكامل: (بالإنجليزية: Hamilton Olympic Football Club)‏ هو نادي كرة قدم أسترالي تم إنشاؤه في سنة 1976 الميلادية وشارك في دوري نيو ساوث ويلز الشمالية لكرة القدم.